# فيفيك
فيفيك هو ممثل هندي، ولد في 19 نوفمبر 1961 في الهند. من الجوائز التي نالها جائزة فيلم فير جنوب.

## جوائز
- جائزة فيلم فير جنوب

## وصلات خارجية
- فيفيك على موقع IMDb (الإنجليزية)
- فيفيك على موقع روتن توميتوز (الإنجليزية)
- فيفيك على موقع ميوزك برينز (الإنجليزية)
- فيفيك على موقع قاعدة بيانات الفيلم (الإنجليزية)